# Mujina

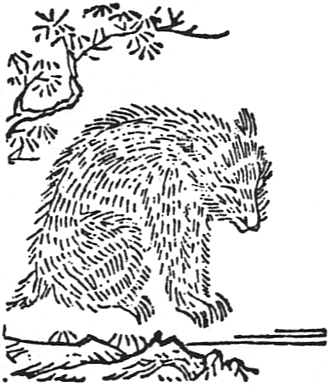
"Mujina" no Wakan Sansai Zue

Mujina (貉) é um antigo termo  japonês que se refere, principalmente, ao texugo. Em algumas regiões, o termo refere-se ao guaxinim japonês (também chamado de tanuki). Em algumas regiões, os animais semelhantes ao texugo também são conhecidos como mami, e em parte de Tochigi os texugos são referidos como tanuki e cães-guaxinim são referidos como mujina.

## No folclore

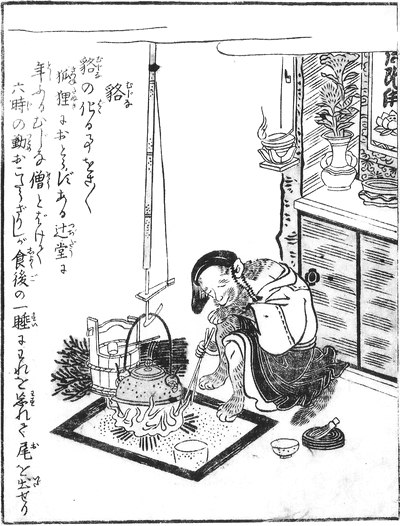
"Mujina" do Konjaku Gazu Zoku Hyakki por Sekien Toriyama

No folclore japonês, assim como a raposa e o tanuki, eles são freqüentemente retratados como um yōkai que se  transforma e engana os seres humanos e são vistos pela primeira vez na literatura do Nihon Shoki na parte sobre o ano 35º (627) da Imperatriz Suiko, onde se afirma que "em dois meses de primavera, há mujina no país de Mutsu (春2月、陸奥国に狢有り), eles se transformam em seres humanos e cantam (人となりて歌う)," mostrando que naquela época, já havia a ideia geral de que mujina se transformava e enganava os seres humanos. Na região de Shimōsa, são chamados de  kabukiri-kozō (かぶきり小僧), e eles se transformam em um Kozou (pequeno monge) vestindo um estranho e curto quimono com uma cabeça semelhante à kappa e freqüentemente aparecem nas estradas durante a noite, onde há poucas pessoas e dizem: "beba água, beba chá (水飲め、茶を飲め)." A história em coleções Lafcádio Hearn Kaidan chamou de "Mujina" o testemunho de um fantasma sem rosto (um noppera-bō) também é bem conhecido.